# Paco-Luca Nitsche

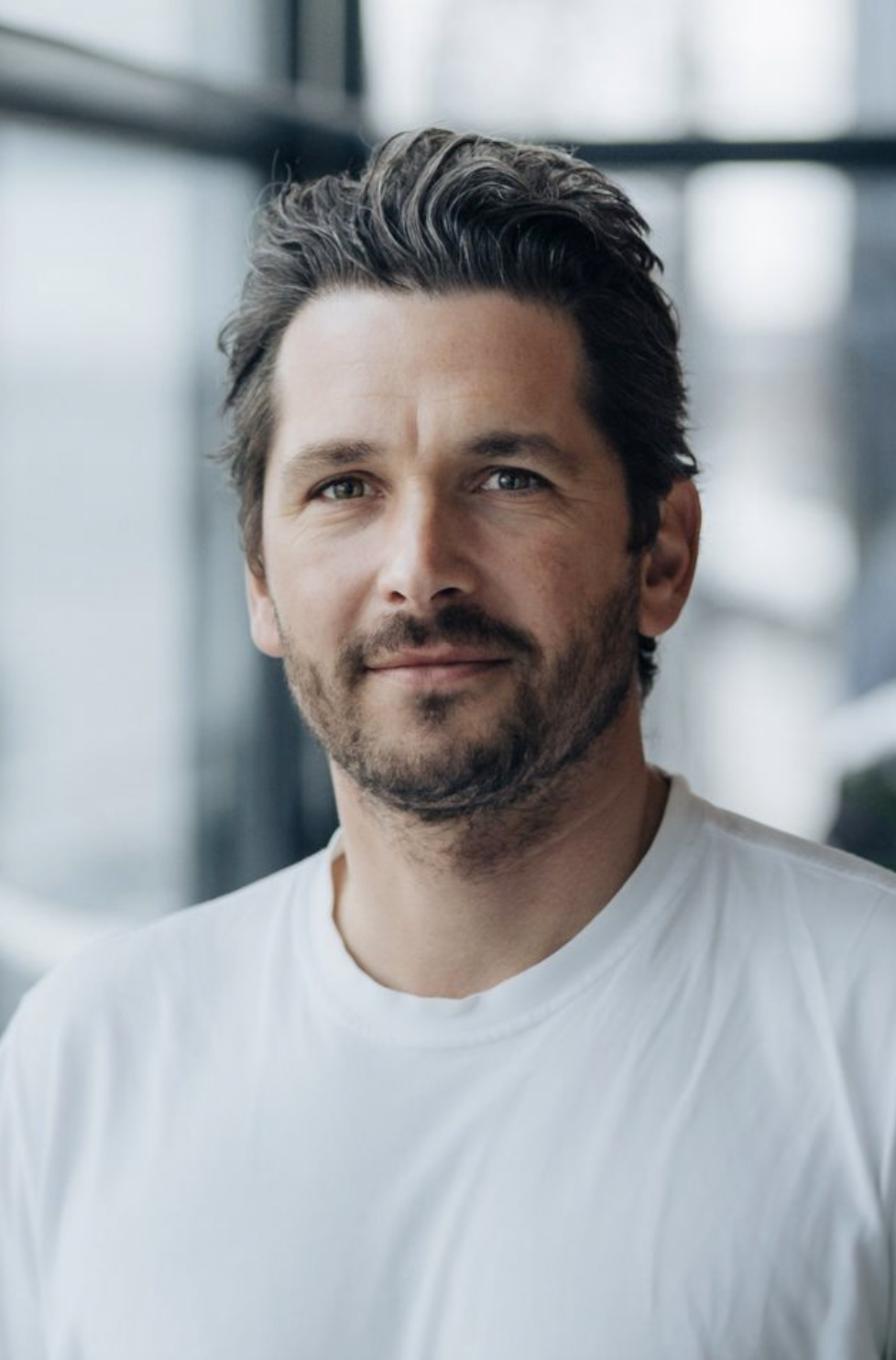
Paco-Luca Nitsche (2024)

Pacco-Luca Nitsche (* 24. August 1984 in Hamburg) ist ein deutscher Produzent, Unternehmer und ehemaliger Schauspieler. Er ist Gründer und Geschäftsführer der 27 Kilometer Entertainment GmbH, einem international tätigen Produktionsunternehmen mit Sitz in Hamburg und weiteren Standorten in Berlin, München und Lissabon.

## Leben und Karriere
2007 gründete Pacco Nitsche die 27 Kilometer Entertainment GmbH, die sich auf die Kreation, Produktion und Postproduktion hochwertiger Werbefilme sowie auf die Herstellung von Doku- und Spielfilmen sowie Serien spezialisiert hat.
Im Jahr 2023 wurde er mit dem Deutschen Fernsehpreis in der Kategorie "Beste Doku" für die sechsteilige Klimadokumentation The World's Most Dangerous Show ausgezeichnet. Die Serie mit Joko Winterscheidt, ebenfalls nominiert für den Grimme Preis, wurde gemeinsam mit Florida Entertainment für Amazon Prime Video produziert.
Neben seiner Arbeit als Produzent setzt sich Nitsche aktiv mit der Rolle Künstlicher Intelligenz in der Filmproduktion auseinander. Im Spiegel Podcast Moreno+1 mit Juan Moreno erklärt er den wachsenden Einfluss von KI auf die Produktionslandschaft und deren Anwendung in der Filmherstellung.
Er ist Mitglied der Deutschen Werbefilmakademie und war Teil der Grand Jury des Deutschen Werbefilmpreises.
Vor seiner Tätigkeit als Produzent arbeitete Nitsche als Schauspieler und war in verschiedenen deutschen Fernsehproduktionen zu sehen.

## Filmografie (Auswahl)

### Executive Producer
- 2016: Tausend Mexikaner
- 2020: Futur Drei
- 2023: The Worlds Most Dangerous Show

### Schauspieler
- 2003: Pfarrer Braun – Der siebte Tempel
- 2003: Pfarrer Braun – Das Skelett in den Dünen
- 2003: Stubbe – Von Fall zu Fall – Tödlicher Schulweg
- 2003: Die Rettungsflieger – Väter und Söhne
- 2003: Küssen verboten, Baggern erlaubt
- 2004: Drei Tage
- 2005: Nikola – Nikola taucht unter
- 2005: Tropencops
- 2006: M.E.T.R.O. – Ein Team auf Leben und Tod
- 2006–2007: Schmetterlinge im Bauch
- 2008: Blaues Erwachen